# Simultaneità
La simultaneità è l'attributo di due o più eventi che si verificano nel medesimo istante.
Mentre, secondo la Fisica Classica, la simultaneità era una proprietà assoluta degli eventi, indipendente dal sistema di riferimento utilizzato, il successivo modello spaziotemporale elaborato da Albert Einstein afferma che è una caratteristica relativa, dipendente dal sistema di riferimento utilizzato per descrivere gli eventi.
In sostanza, secondo Einstein due o più eventi possono essere simultanei per un osservatore e non simultanei per un altro (in modo relativo), mentre il vecchio modello affermava che, se due o più eventi sono simultanei, lo sono per tutti gli osservatori indifferentemente, mentre se non sono simultanei, non lo sono per nessuno degli osservatori stessi (in modo assoluto).
Sulla simultaneità delle percezioni è basato il movimento artistico del Cubismo, un'avanguardia nata in Francia nei primi anni del Novecento. Nel Novecento il principio della simultaneità è applicato anche ad aspetti del linguaggio musicale quali la tonalità e il ritmo.